# Jake und McCabe – Durch dick und dünn
Jake und McCabe – Durch dick und dünn (Originaltitel: Jake and the Fatman) ist eine US-amerikanische Fernsehserie, die von 1987 bis 1992 im US-Fernsehsender CBS lief. Sie wurde in Los Angeles und auf O’ahu (Hawaii) gedreht. Erfunden und produziert wurde sie von dem erfolgreichen Gespann Dean Hargrove und Fred Silverman für Viacom.
William Conrad spielte den grummeligen, mit allen Wassern gewaschenen Bezirksstaatsanwalt Jason Lochinvar McCabe, immer begleitet von seiner Bulldogge Max, der eine gewisse Ähnlichkeit mit ihrem Herrchen nicht abzusprechen war.
Joe Penny spielte den smarten, dynamischen Ermittler Jake Styles. Alan Campbell verkörperte den jungen Nachwuchs-Staatsanwalt Derek Mitchell, der McCabe assistierte und von ihm gnadenlos herumkommandiert wurde.

## Der Anfang
Conrad als Staatsanwalt und Campbell als sein Assistent traten bereits 1986 in der Doppelfolge „Auf Ehre und Gewissen – Teil 1: Der Hinterhalt“ und „Teil 2: Familienfehde“ aus der Serie Matlock (Staffel 1, Folge 8) auf; Conrad noch unter dem Namen James L. McShane. Als sein Maskottchen agierte damals ein deutscher Schäferhund. Auch Joe Penny spielte in dieser Folge mit, aber nicht auf Seiten des Gesetzes, sondern als Sohn eines Mafiabosses. Produzent war auch hier Dean Hargrove.

## Handlung
McCabe beauftragt Jake Styles – manchmal gegen dessen Willen, weil er lieber Urlaub machen will – ein Kapitalverbrechen wie Raub, Mord, Drogendelikte etc. aufzuklären. Und Styles geht der Sache nach, mit Charme, Raffinesse und manchmal recht unorthodoxen Methoden. In der ersten Staffel wurde oft noch die Gerichtsverhandlung gezeigt, in der McCabe durch einen geschickten Schachzug in letzter Minute den Angeklagten überführen konnte. In den Hawaii-Staffeln konzentriert sich alles auf Penny, der inzwischen zum Publikumsliebling avanciert war. Es gab mehr Action-Szenen – wobei Penny viele der Stunts selber machte –, und die Figur des Jake Styles wurde geändert. Aus dem coolen, sarkastischen, Porsche fahrenden Ermittler wurde ein ganz anderer Jake Styles, bescheidener und warmherziger. Sein Markenzeichen: ein weißes Ford-Mustang-Cabrio.

## Hintergrund und Sonstiges
- Joe Penny beklagte sich häufig über die zu sterilen Drehbücher und forderte, die menschlichen Beziehungen – vor allem die Vater-Sohn-Beziehung zwischen Styles und McCabe – mehr in den Vordergrund zu stellen. Er wehrte sich auch dagegen, als Nachfolger von Tom Selleck  angesehen zu werden, und trat niemals in Shorts oder Hawaiihemden auf. Die beiden letzten Staffeln wurden wieder in Los Angeles gedreht, um der Serie, wie Hargrove sagte, einen Touch von „Film noir“ zu verleihen. Während Conrad noch für eine weitere Staffel unterschreiben wollte, lehnte Penny dies ab, und die Serie wurde trotz bester Quoten nach 106 Folgen eingestellt.
- Jede Episode trägt den Titel eines bekannten Songs aus der Swing-Ära.
- Obwohl die Serie ein Quotenhit war, wurde sie in den USA nur ein einziges Mal gezeigt. Sie wurde in 48 Länder verkauft und in Deutschland etliche Male ausgestrahlt, zuerst im ZDF unter dem Titel „Fatman – Der Dicke und ich“, dann auf Sat 1, Pro 7, Kabel 1 und Premiere. Nachdem Joe Pennys deutscher Synchronsprecher Ulrich Gressieker 1990 verstorben war, übernahm Ivar Combrinck dessen Part. Als Dialogbuchautor und Synchronregisseur war Combrinck auch für die deutsche Fassung der Serie verantwortlich. Für William Conrad sprach Michael Chevalier, Alan Campbell wurde von Stefan Gossler synchronisiert.
- Gaststars waren u. a. Tobin Bell, Polly Bergen, Ernest Borgnine, Marcia Cross, Melinda Culea, Robert Culp, Bruce Greenwood, Richard Hatch, Michael Madsen, Marlyn Mason, Leon Russom, Reiner Schöne, David Soul, Dick Van Dyke, Ally Walker.